# Коропець (притока Десни)
Коропець — невелика річка в Україні, тече територією Коропського району Чернігівської області, ліва притока Десни (басейн Дніпра).